# حسن العبسي
حسن عبد الله العبسي مواليد 1966، هو دراج سعودي سابق، مثل السعودية في الألعاب الأولمبية الصيفية 1984 التي أقيمت في لوس أنجلوس حيث شارك في سباق الدراجات على الطريق للفردي.

## روابط خارجية
- حسن العبسي على موقع إحصائيات الدراجات الإحترافية (الإنجليزية)
- حسن العبسي على موقع أوليمبيديا (الإنجليزية)